# Kraslice-Pod vlekem
Kraslice-Pod vlekem je železniční zastávka ve městě Kraslice v okrese Sokolov v Karlovarském kraji ležící hned vedle koryta řeky Svatavy. Leží na neelektrizované jednokolejné trati Sokolov–Zwotental.

## Historie
Vznik zastávky Kraslice-Pod vlekem souvisí s převzetím železniční tratě Sokolov–Kraslice společností Viamont v roce 1998. Společnost totiž obnovila po několika málo letech drážní spojení mezi Hraničnou a Kraslicemi.
Protože trať procházela okolo místního lyžařského vleku, společnost se rozhodla vybudovat přímo pod vlekem železniční zastávku, kterou využívají lyžaři. K uvedení zastávky do provozu došlo 18. července 1998.
Po zrušení zastávky Hraničná zůstala tato zastávka jedinou mezizastávkou mezi Kraslicemi a německým Klingenthalem. Jízda vlaků právě do Německa nebo z Německa je vlastně podmínkou provozu této zastávky – v době, kdy vlaky z Kraslic do Německa nejedou (ať z výluky, nebo z důvodu uzavření státních hranic) není zastávka Kraslice-Pod vlekem v provozu.